# Vladimir Nemirovitch-Dantchenko
Vladimir Ivanovitch Nemirovitch-Dantchenko (en russe : Владимир Иванович Немирович-Данченко), né à Moscou le 11 décembre 1858 (23 décembre dans le calendrier grégorien) et mort à Moscou le 25 avril 1943, est un auteur dramatique et metteur en scène russe, fondateur avec Constantin Stanislavski du Théâtre d'art de Moscou, et à l'initiative du projet de l'École-studio du Théâtre d'Art Académique de Moscou. Il sera parmi les treize premières personnes du domaine de la culture à se voir attribuer le titre d'Artiste du peuple de l'URSS en 1936.